# Piet Piraat en de betoverde kroon
Piet Piraat en de betoverde kroon is een Belgische kinderfilm van Bart Van Leemputten uit 2005. Het was de eerste film over het personage Piet Piraat.

## Verhaal
Honderd jaar geleden was er een slechte piraat, Kapitein Snorrebaard. Op een dag hoorde hij over een magische kroon van koning Hedior. Die kroon was vervloekt, maar Snorrebaard geloofde het niet. Hij zette de kroon op zijn hoofd, maar toen veranderde hij in een schilderij. Daar kon hij maar drie dagen per honderd jaar uit. Honderd jaar lang dreef het schilderij over de kalme zeeën, tot Piet Piraat en zijn maatjes op vakantie gaan. Steven Stil vist het schilderij op, en Snorrebaard ontwaakt. Hij vertelt over de kroon en lokt de piraten mee op reis. Ze moeten daarvoor onder andere door een rotsachtige zee varen waar de vriendin van Snorrebaard, zeemeermin Polyfonia, woont. Snorrebaard krijgt steeds meer de zenuwen van stuurvrouw Stien en bedenkt een plan om haar uit de weg te kunnen ruimen zodra hij vrij is. 

## Rolverdeling
| Acteur                | Personage            |
| --------------------- | -------------------- |
| Peter Van De Velde    | Piet Piraat          |
| Dirk Bosschaert       | Berend Brokkenpap    |
| Anke Helsen           | Stien Struis         |
| Dirk Van Vooren       | Steven Stil          |
| Johnny Kraaijkamp jr. | Kapitein Snorrebaard |
| Grietje Vanderheijden | Polyfonia            |
| Helen Geets           | Zang Polyfonia       |